# The Lost World (serie televisiva)
The Lost World (Sir Arthur Conan Doyle's The Lost World) è una serie televisiva di genere avventuroso-fantascientifico e fantastico trasmessa per la prima volta negli Stati Uniti dalle pay-tv DirecTV e TNT. La serie è tratta dal romanzo Il mondo perduto di Arthur Conan Doyle.

## Trama
Lo zoologo George Challenger, nel corso di una spedizione scientifica in Amazzonia, raggiunge un altipiano popolato da specie considerate estinte da milioni di anni come i dinosauri. Nella foresta si nasconde anche un'antichissima civiltà, ostile all'arrivo dei visitatori occidentali. Con il cacciatore John Richard Roxton, il giornalista Edward Malone, la finanziatrice Lady Marguerite Krux e l'affascinante Veronica Layton, cresciuta nella giungla, Challenger affronta diversi episodi fantastici.

## Produzione
Tra i produttori della serie vi è John Landis, cultore del B-movie d'avventura anni cinquanta, da lui stesso celebrato nel film a episodi Donne amazzoni sulla Luna.
Jennifer O'Dell progettò da sola il proprio costume striminzito gonna e top da indossare durante la serie.

## Distribuzione
Questa serie venne originariamente trasmessa in America in pay-per-view su DirecTV. La versione pay-per-view conteneva scene di nudo, mentre le versioni successive furono censurate.
In Italia la prima delle tre stagioni che la compongono (per 66 episodi complessivi) fu trasmessa nel 2011 da Rai 4.

## Episodi
| Stagione         | Episodi | Prima TV originale | Prima TV Italia |
| ---------------- | ------- | ------------------ | --------------- |
| Prima stagione   | 22      | 1999-2000          | 2011            |
| Seconda stagione | 22      | 2000-2001          | 2011            |
| Terza stagione   | 22      | 2001-2002          | 2011            |

## Quarta stagione
La terza stagione, nonostante sia l'ultima, non ha un vero e proprio finale, in quanto era stata prevista una quarta e addirittura una quinta stagione, che però non furono mai realizzate per problemi economici.
In seguito i produttori della serie rivelarono alcuni dettagli sulla quarta stagione. Per esempio si apprese che il professor Arthur Summerlee fosse ancora vivo nel regno di Avalon e anche altri dettagli circa il passato di Marguerite e Roxton.
Sul Web è stata aperta una petizione per la realizzazione della quarta stagione.